# 中途岛夜蛾
中途岛夜蛾（Agrotis fasciata）是一种中途岛特有的夜蛾科物種，屬於地老虎屬 。该物种现在可能已灭绝。